# Besme jezik
Besme jezik (’unar, beseme, besemme, bodor, hounar, huner; ISO 639-3: bes), nigersko-kongoanski jezik uže skupine adamawa, kojim govori 1 230 ljudi (1993 popis) u čadskoj prefekturi Tandjilé. Govori se u nekih pet sela duž rijeke Logone, sjeverozapadno od Laïa.
Besme s jezicima goundo [goy] i kim [kia], svi iz Čada pripada jezičnoj podskupini kim, koja je dio šire skupine mbum-day. Neki govore i jezicima nancere [nnc] ili čadski arapski [shu]. Etnička grupa zove se Besme ili Huner.

## Vanjske poveznice
- Ethnologue (14th)
- Ethnologue (15th)